# IT Lupi
IT Lupi (IT Lup / HD 128775 / HIP 71727) es una estrella variable de magnitud aparente media +6,62.
Está situada en la constelación de Lupus —el lobo— a poco más de grado y medio al norte de α Lupi. 
Se encuentra a 525 años luz de distancia del sistema solar.
IT Lupi es una estrella de tipo espectral Ap con una temperatura efectiva de 11.910 K.
Brilla con una luminosidad 93 veces mayor que la luminosidad solar y posee una masa de 2,98 ± 0,13 masas solares.
Tiene una edad de 110 millones de años, lo que apenas supone un 30% de su vida como estrella de la secuencia principal.
IT Lupi es una estrella químicamente peculiar —en concreto una estrella Ap con líneas de absorción fuertes de silicio— con un intenso campo magnético longitudinal de -278 G.
De brillo variable, está catalogada como variable Alfa2 Canum Venaticorum.
Estas variables —entre las que cabe citar a Cor Caroli (α2 Canum Venaticorum) o a la brillante Alioth (ε Ursae Majoris)— muestran una variación de brillo igual o inferior a 0,1 magnitudes; la variación de brillo de IT Lupi es de 0,1 magnitudes sin que haya un período conocido.
A una separación visual de 9,3 segundos de arco de IT Lupi se puede observar una estrella de magnitud 12,5. Lleva el número de catálogo CD-45 9337B y puede formar un sistema binario con IT Lupi.